# Édouard Drouyn de Lhuys
Édouard Drouyn de Lhuys, né le 19 novembre 1805 et mort le 1er mars 1881 à Paris, est un diplomate et homme politique français, député sous la monarchie de Juillet, plusieurs fois ministre des Affaires étrangères sous la Deuxième République et le Second Empire, sénateur.

## Biographie
Fils d'un receveur général des finances, petit-neveu de Pierre-Louis-Anne Drouyn de Vaudeuil, il fait ses études secondaires brillantes au lycée Louis-le-Grand où il remporte le prix d'honneur de rhétorique en 1825. Après des études de droit il choisit la carrière diplomatique.

### Monarchie de Juillet (1830-1848)
Il est d'abord attaché d'ambassade à Madrid (1830). En 1833 il est nommé chargé d'affaires à La Haye afin de rétablir les relations entre la France et la Hollande après l'intervention française en faveur de la Belgique.  Puis il est de nouveau à Madrid où il devient secrétaire d'ambassade.  en 1840, à la demande d'Adolphe Thiers, il devient directeur des affaires commerciales au ministère des Affaires étrangères.
Élu député en 1842, il combat la politique menée par François Guizot, ministre des Affaires étrangères de 1840 à 1848, et participe au mouvement pour la réforme dans les années 1846-1847.

### Seconde République (1848-1851)

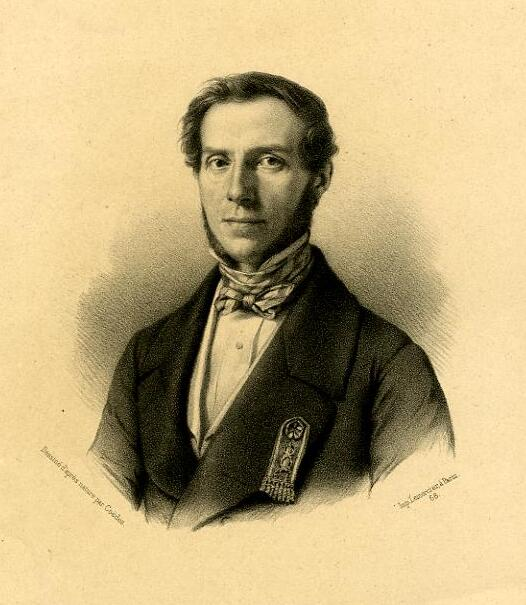
Drouyn de Lhuys en 1848

Il est élu député de Seine-et-Marne à la Constituante issue de la révolution de février 1848. Il préside la commission des affaires étrangères. Louis-Napoléon Bonaparte, élu président de la République le 10 décembre 1848, le nomme ministre des Affaires étrangères alors que se déroule la crise suscitée par le départ de Pie IX du Vatican et l'envoi d'un corps d'armée français à Civitavecchia. Il cherche alors à éviter que l'Autriche ne décide seule le retour du pape à Rome et que soit instaurée une république sous la direction de Giuseppe Mazzini. Des divergences de vue avec le reste du gouvernement le conduisent à la démission.
Peu après, en 1849, il est nommé ambassadeur à Londres où il permet de résoudre l’incident Don Pacifico. Une crise ministérielle est l'occasion d'un éphémère retour au ministère des Affaires étrangères du 10 au 24 janvier 1851.

### Second Empire (1852-1870)
Après le coup d'État, il est nommé ministre des Affaires étrangères le 28 juillet 1852. Il dirige donc la diplomatie pendant la guerre de Crimée et participe aux conférences de Vienne de 1854 et 1855. En désaccord avec Napoléon III sur l'alliance avec l'Autriche, qu'il juge nécessaire, il démissionne le 7 mai 1855.
Nommé une quatrième fois ministre des Affaires étrangères en 1862, il démissionne en 1866 car il est partisan d'une intervention militaire pour contrer l'activisme de la Prusse, option qui est refusée par l'Empereur. Il quitte alors définitivement la scène politique.

### La retraite (1866-1881)
Il se consacre à l’Académie des sciences morales et politiques.
En 1868, il est le premier président de la Société des agriculteurs de France, association de propriétaires fonciers et d'agriculteurs fondée à l'initiative d'Edouard Lecouteux.
Après le 4 septembre 1870 il se retire à Jersey et revient en France l'année suivante ; il renonce à la politique. Après son décès il est inhumé avec son épouse dans un carré du parc de la colonie de Mettray devenue aujourd’hui un institut médico-professionnel.
Il avait épouse sa nièce, Marie Mathilde Julie Hermine de Saint-Cricq, fille de Jules Charles François, comte de Saint-Cricq, et d'Hermine Élisabeth Drouyn de Lhuys, et petite-fille de Pierre de Saint-Cricq.

## Pour en savoir plus